# Carola Stauche

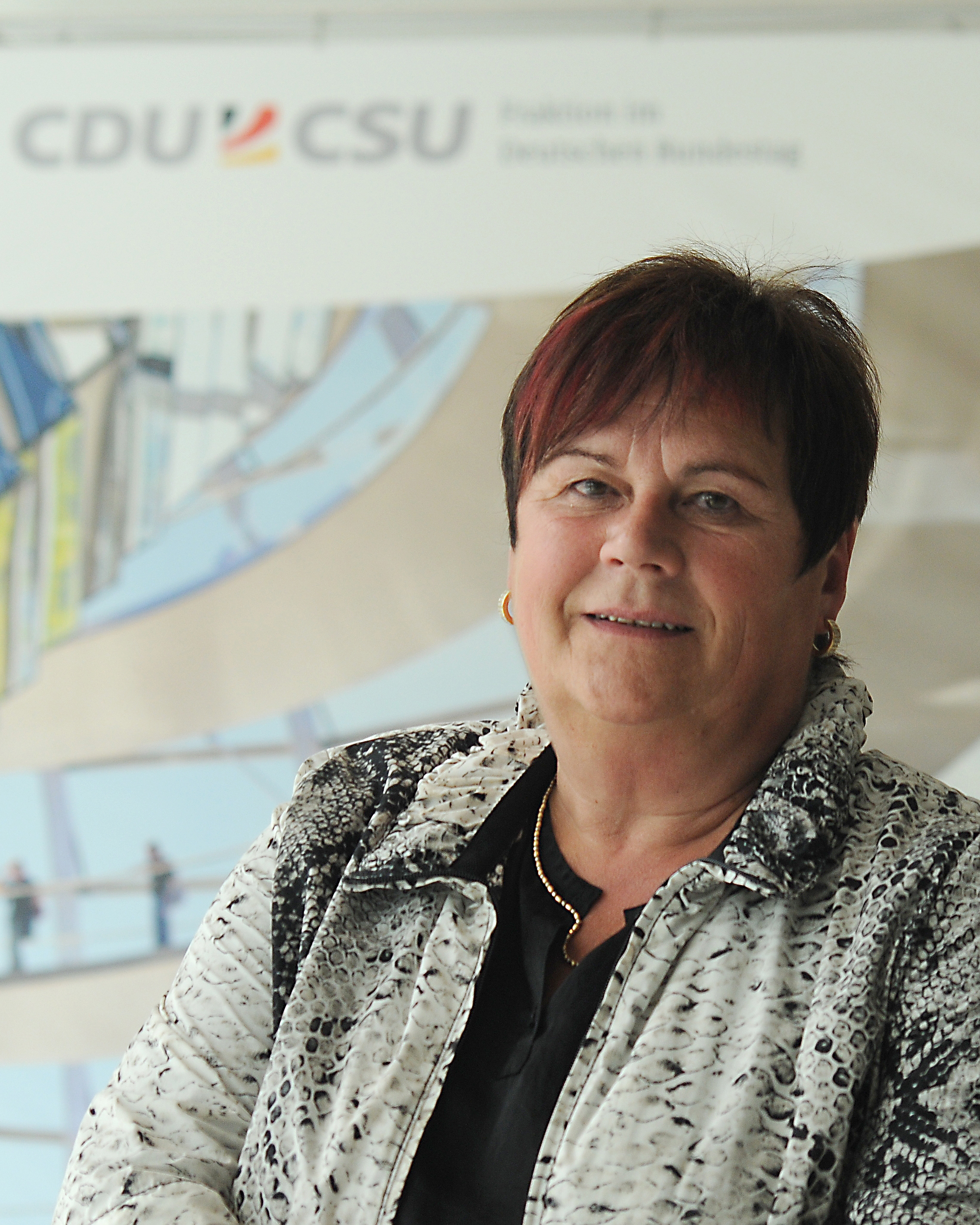
Carola Stauche (2013)

Carola Stauche (* 10. Mai 1952 in Arnsgereuth als Carola Fleischer) ist eine deutsche Politikerin (CDU). Sie war von 2004 bis 2009 Mitglied des Thüringer Landtags und von 2009 bis 2017 Mitglied des Deutschen Bundestages.
Stauche ist evangelisch, verheiratet und Mutter von zwei Kindern.

## Werdegang
Nach dem Abitur 1971 war sie in der Gastronomie tätig, zuletzt bis 1991 als Gaststättenleiterin. Nach der deutschen Wiedervereinigung begann sie haupt- und ehrenamtliche Funktionen für die CDU wahrzunehmen, wurde 1990 in den Kreistag des damaligen Kreises Saalfeld (seit 1994 Landkreis Saalfeld-Rudolstadt) gewählt, war von 1994 bis 1999 Bürgermeisterin der Gemeinde Rohrbach und von 1996 bis 2004 Vorsitzende der Verwaltungsgemeinschaft Mittleres Schwarzatal. Zudem wurde sie 1995 stellvertretende Thüringer Landesvorsitzende und 1996 stellvertretende Bundesvorsitzende der KPV.
Am 17. August 2004 zog sie als Nachrückerin für Michael Schneider in den Thüringer Landtag ein und war dort während der 4. Wahlperiode Vorsitzende des Ausschusses für Ernährung, Landwirtschaft und Forsten. Zur Landtagswahl 2009 trat sie nicht mehr an und kandidierte für die CDU stattdessen zur Bundestagswahl 2009 im Bundestagswahlkreis Sonneberg – Saalfeld-Rudolstadt – Saale-Orla-Kreis, in dem sie gegen den Kandidaten der Partei Die Linke sehr knapp das Direktmandat gewann. Stauche war ordentliches Mitglied im Bundestagsausschuss Ernährung und Landwirtschaft sowie stellvertretendes Mitglied im Tourismusausschuss und im Innenausschuss.
Zur Bundestagswahl 2013 konnte sie ihr Direktmandat mit deutlichem Vorsprung verteidigen. Nachdem die Anzahl der Bundestagswahlkreise in Thüringen zur Bundestagswahl 2017 von neun auf acht verringert worden war, entschied sich Stauche als einzige Thüringer CDU-Vertreterin gegen eine erneute Kandidatur und schied aus dem Bundestag aus.

## Soziales Engagement
Stauche ist Vorsitzende des Vereins Thüringer Porzellanstraße und Kirchenälteste.